# 하스스톤 아옳옳옳
하스스톤 아옳옳옳은 온게임넷에서 방영하는 게임 프로그램이다. 1기는 하스스톤 아옳옳옳로 방영했고, 2기는 하스스톤 아옳옳옳: 황금전쟁으로 방영했다.

## 역대 MC
- 1기: 엄재경, 김태형, 김정민, 박태민
- 2기: 김정민, 박태민, 김민영, 김라라.

## 방송 시간
| 방송 채널 | 기수 | 방송 기간                          | 방송 시간                              |
| --------- | ---- | ---------------------------------- | -------------------------------------- |
| 온게임넷  | 1    | 2014년 2월 4일 ~ 2014년 4월 8일    | 매주 화요일 21:00 ~ 23:15 (2시간 15분) |
| 온게임넷  | 2    | 2014년 12월 25일 ~ 2015년 2월 12일 | 매주 목요일 21:00 ~ 23:15 (2시간 15분) |